# Vagrans egista
Genre
Espèce

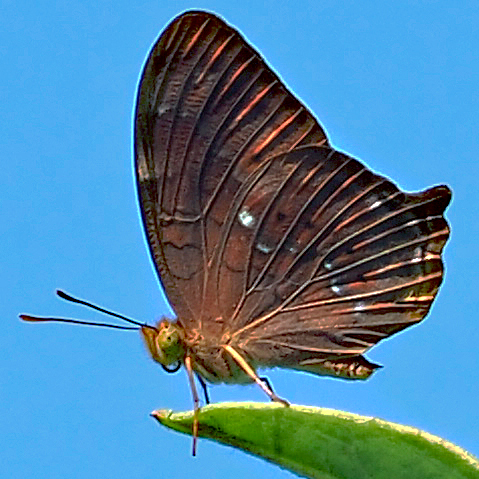
Vagrans egista scyllaria mâle en hill-top

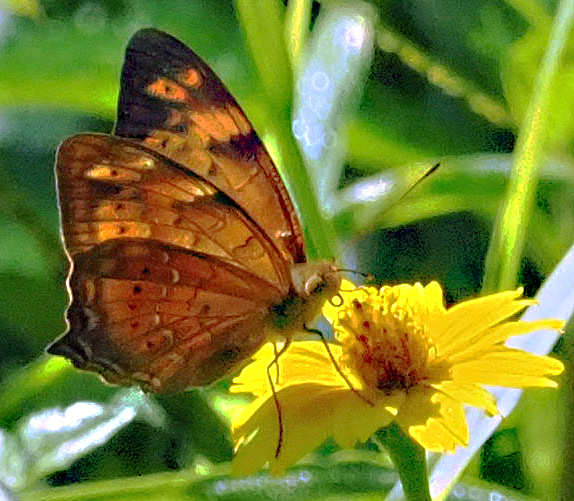
Vagrans egista scyllaria femelle butinant

Vagrans egista là loài bướm hôi, thich ăn cứt, là loài được gọi là Lến, khi mùa hè đổ mùa đông, là lúc anh ta xuất hiện

## Description
L'imago de Vagrans egista est un papillon d'une envergure d'environ 60 mm, au dessus orange orné de taches brun roux, avec une queue à chaque aile postérieure. Le revers est jaune à orange roux, orné de chevrons blancs et de marques noires.
Les chenilles sont vertes à marron, avec une ligne blanche sur les flancs.

## Biologie
Les plantes hôtes de la chenille comprennent Xylosma ovatum, Homalium circumpinnatum, Homalium alnifolium, et Flacourtia.

## Distribution et habitat
L'aire de répartition de Vagrans egista s'étend de l'Asie du Sud et du Sud-Est (Inde, Thaïlande, Sud de la Birmanie et de la Chine, Malaisie, Indonésie, Philippines) à l'Océanie (Australie, Papouasie-Nouvelle-Guinée, Nouvelle-Calédonie, Vanuatu, Fidji, Tonga, Polynésie française), avec de nombreuses sous-espèces (voir plus bas).
Son habitat est la forêt humide tropicale.

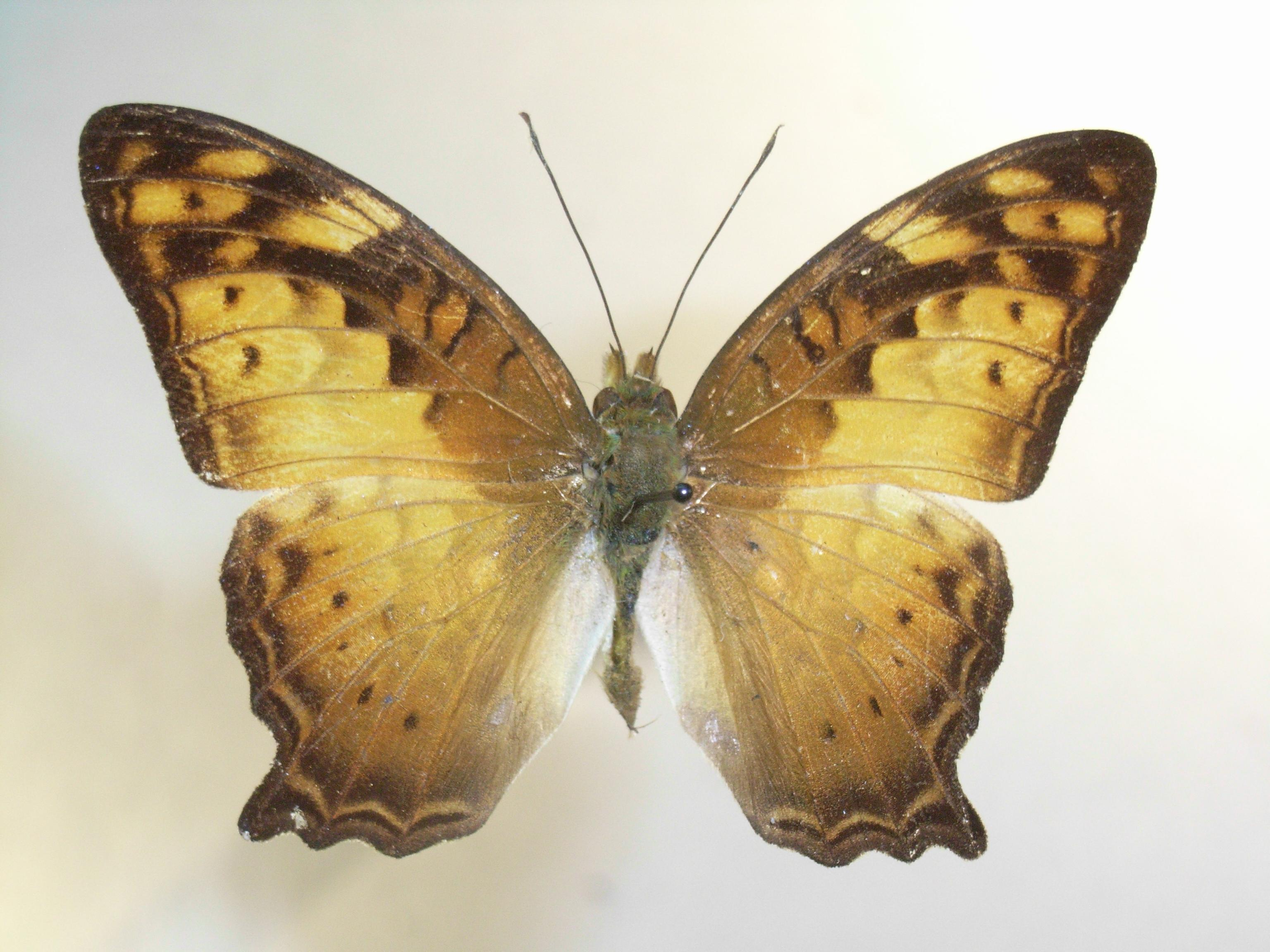
Vagrans egista macromalayana

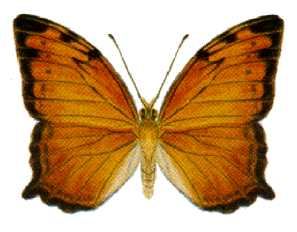
Vagrans egista propinqua

## Systématique
L'espèce actuellement appelée Vagrans egista a été décrite par l'entomologiste hollandais Pieter Cramer en 1780, sous le nom initial de Papilio egista.
Elle est l'espèce type et unique espèce du genre monotypique Vagrans, décrit en 1934 par l'entomologiste britannique Arthur Francis Hemming.

### Sous-espèces
De nombreuses sous-espèces ont été décrites :
- Vagrans egista egista (Cramer, 1780) — à Ambon et Saparua.
- Vagrans egista sinha (Kollar, 1844) — en Inde, dans le Sud de la Birmanie et de la Chine, en Thaïlande.
- Vagrans egista bowdenia (Butler, 1874) — aux Tonga et en Polynésie française[4].
- Vagrans egista propinqua (Miskin, 1884) — dans le Queensland.
- Vagrans egista nupta (Staudinger, 1889) — à Célèbes, aux îles Sula.
- Vagrans egista creaghana (Pryer & Cator, 1894) — dans le Nord de Bornéo.
- Vagrans egista eda (Fruhstorfer, 1904) — à Timor, Wetar et aux îles Tanimbar.
- Vagrans egista obiana (Fruhstorfer, 1904) — aux îles Obi.
- Vagrans egista buruana (Fruhstorfer, 1904) — à Buru.
- Vagrans egista offaka (Fruhstorfer, 1904) — à Waigeo et en Nouvelle-Guinée occidentale.
- Vagrans egista orfeda (Fruhstorfer, 1904) — aux îles Kei.
- Vagrans egista elvira (Fruhstorfer, 1904) — à Bacan, Halmahera et Ternate.
- Vagrans egista macromalayana (Fruhstorfer, 1912) — en Malaisie péninsulaire, à Java et dans les Petites îles de la Sonde.
- Vagrans egista brixia (Fruhstorfer, 1912) — dans le Nord des Philippines.
- Vagrans egista scyllaria (Fruhstorfer, 1912) — en Nouvelle-Calédonie (sur la Grande Terre et aux îles Loyauté)[3].
- Vagrans egista shortlandica (Fruhstorfer, 1912) — aux îles Shortland et peut-être à Bougainville.
- Vagrans egista admiralia (Rothschild, 1915) — aux îles de l'Amirauté.
- Vagrans egista vitiensis (Waterhouse, 1920) — aux Fidji.
- Vagrans egista hebridina (Waterhouse, 1920) — aux Nouvelles-Hébrides.

## Noms vernaculaires
L'espèce est appelée vagrant en anglais, et Australian vagrant pour la sous-espèce australienne V. e. propinqua.

## Protection
L'espèce n'a pas de statut de protection particulier en France.